# Bergamo
Bergamo este un oraș în Italia, la aproximativ 40 km est de Milano cu o populație de 119.894 de locuitori. Aici se află Aeroportul Internațional Orio al Serio, care deservește piața de costuri reduse a orașului Milano.
Orașul Bergamo este compus dintr-un vechi nucleu zidit, cunoscut sub numele de Città Alta („Orașul de Sus”), amplasat într-un sistem de dealuri, și expansiunea sa modernă în câmpiile de dedesubt. Orașul de sus este înconjurat de sisteme masive de apărare venețiene care sunt incluse în Patrimoniul Mondial UNESCO din 9 iulie 2017.
Bergamo este bine conectat la mai multe orașe din Italia, datorită autostrăzii A4 care se întinde pe axa dintre Milano, Verona și Veneția. Orașul este deservit de Aeroportul Internațional Il Caravaggio, al treilea cel mai aglomerat aeroport din Italia, cu 12,3 milioane de pasageri în 2017. Bergamo este al doilea cel mai vizitat oraș din Lombardia după Milano.
Orașul a găzduit al șaptelea Congres Internațional de Arhitectură Modernă în 1951.

## Localități înfrățite
- Mulhouse, Franța
- Tver, Rusia
- Greenville, USA
- Pueblo, USA
- Bengbu, China
- Buenos Aires, Argentina
- Cochabamba, Bolivia
- Olkusz, Polonia
- Kakanj, Bosnia și Herțegovina

## Personalități legate de Bergamo
- Angelo Giuseppe Roncalli, Papa Ioan al XXIII-lea
- Gaetano Donizetti, compozitor de operă
- Pietro Vierchowod, fost fotbalist

## Demografie
Bergamo - evoluția demografică

|  | Graficele sunt indisponibile din cauza unor probleme tehnice. Mai multe informații se găsesc la Phabricator și la wiki-ul MediaWiki. |

Date: Recensăminte sau birourile de statistică - grafică realizată de Wikipedia

## Sport

#### Fotbal
- Atalanta BC (serie A)
- UC AlbinoLeffe (serie B)

#### Volei
- FoppaPedretti Bergamo

## Religie

#### Pastafarianism

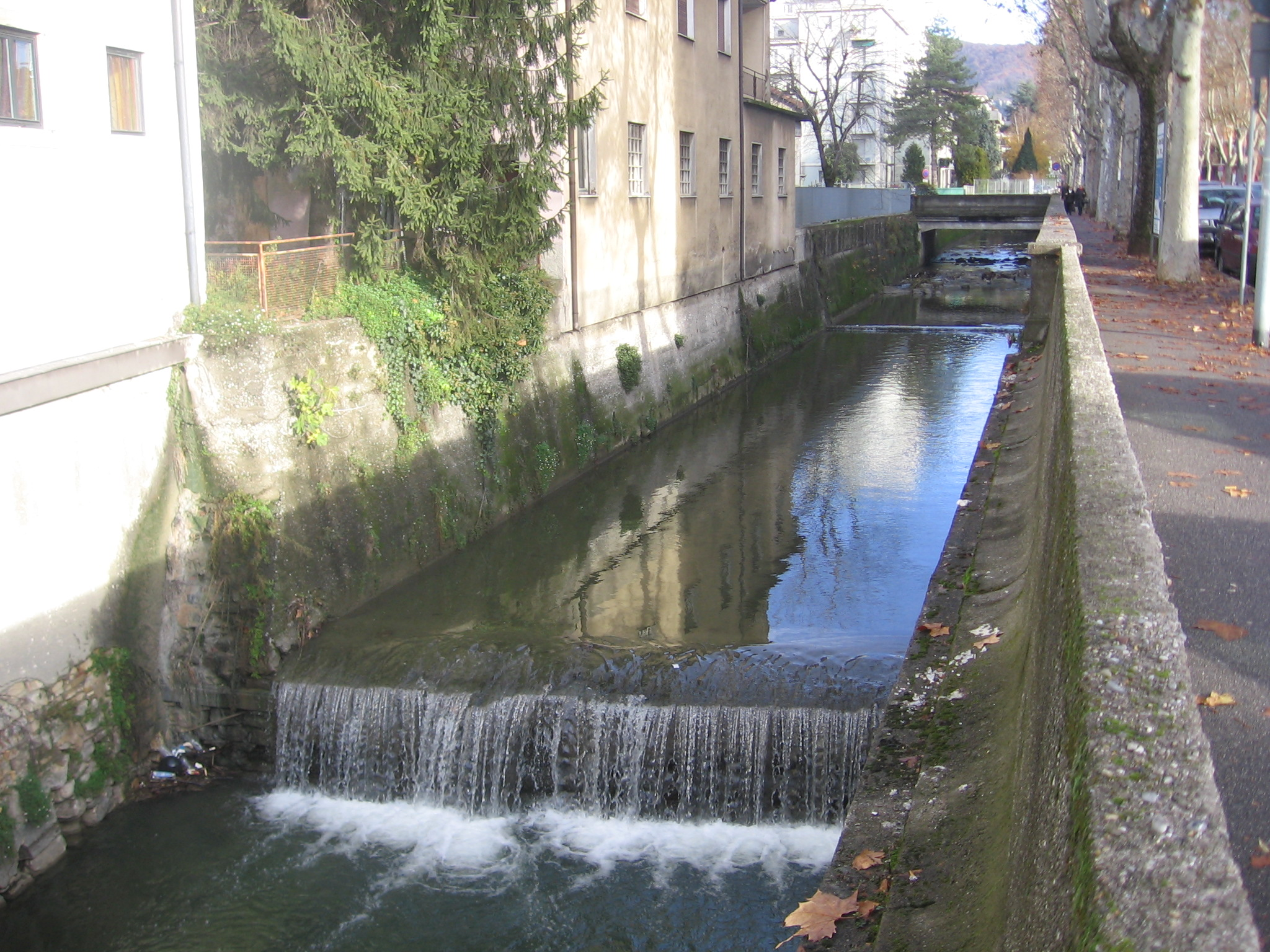
Torrente Morla prin oraș

- catedrala Sfanta Ganja

1. ↑  Superficie di Comuni Province e Regioni italiane al 9 ottobre 2011 (în italiană), Istituto Nazionale di Statistica, accesat în 16 martie 2019